# La storia di Samuel Baffetti
La storia di Samuel Baffetti o La torta di micio (The Tale of Samuel Whiskers or The Roly-Poly Pudding) è un libro per bambini scritto e illustrato da Beatrix Potter. Fu pubblicato per la prima volta da Frederick Warne & Co nell'ottobre del 1908 col titolo The Roly-Poly Pudding, e poi ripubblicato nel 1926 come The Tale of Samuel Whiskers.  

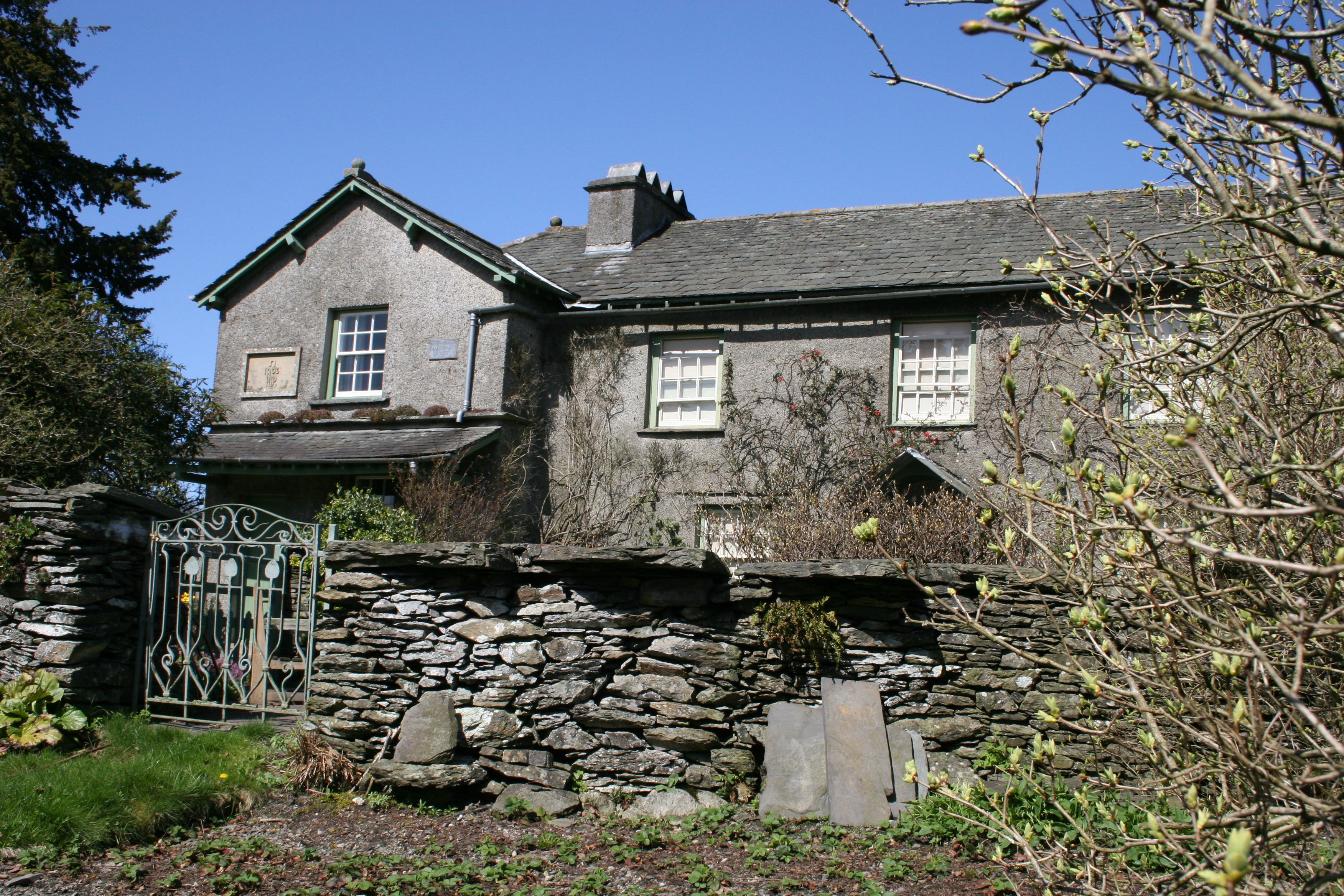
La casa di Potter a Hill Top Farm

Il libro costituisce il sequel de La storia di Tom Micio (sequel preannunciato dall'autrice dalle ultime righe del primo libro), ed è ambientato nella casa che Potter possedeva a Hill Top Farm, in Cumbria. La trama, che vede due ratti malvagi intenti a cercare di fare un pudding del gatto Tom Micio, fu ispirata a Potter dall'infestazione di ratti con cui la scrittrice ebbe a che fare durante la ristrutturazione della casa.
Potter dedicò il libro al suo fancy rat "Sammy" (Mr. Samuel Whiskers), morto diversi anni prima.